# Günther Koch

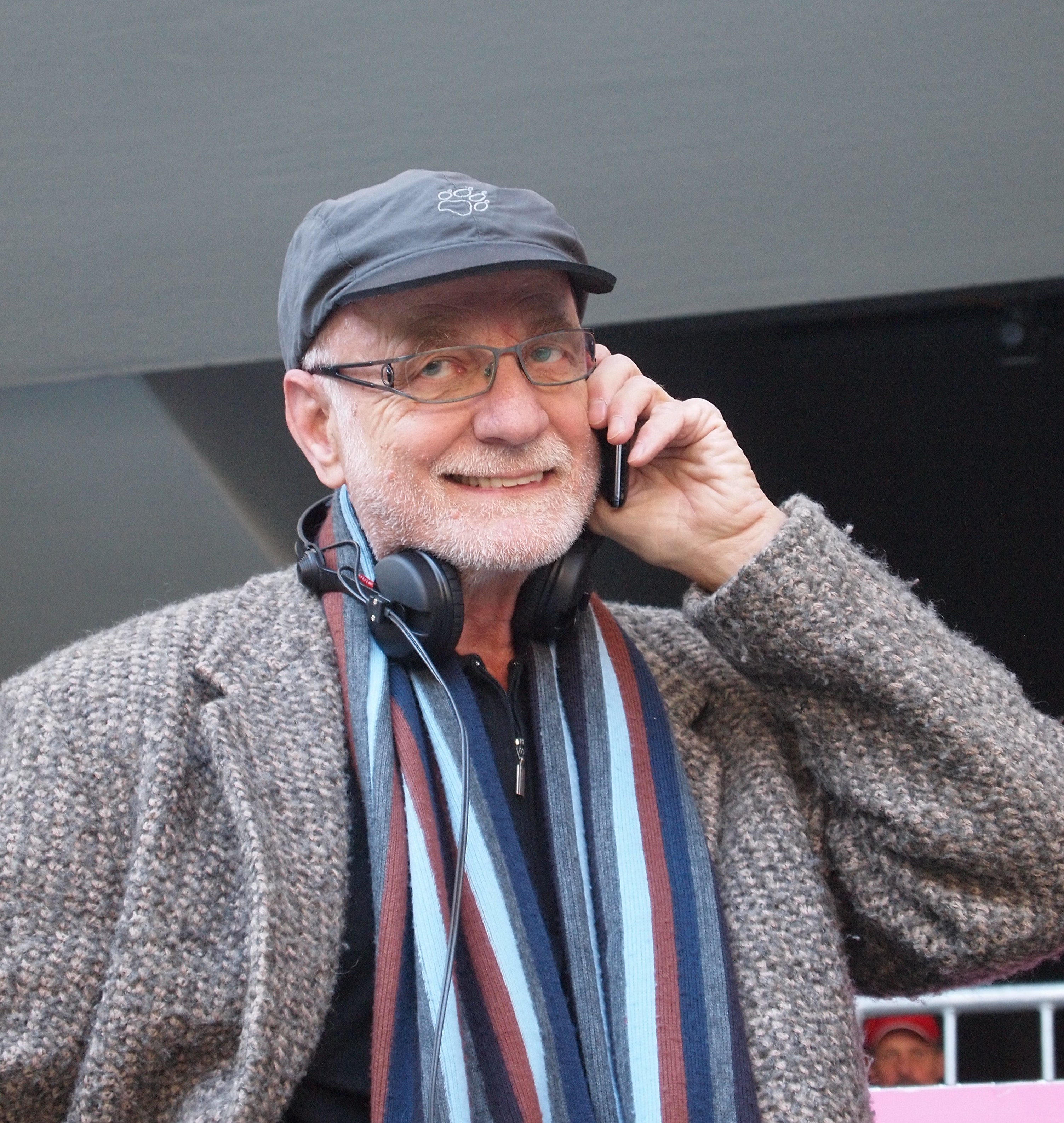
Günther Koch (2011)

Günther Koch (* 22. November 1941 in Posen) ist ein ehemaliger Hörfunk- und Fernseh-Reporter und vor allem durch seine Reportagen von Fußballspielen bundesweit bekannt.

## Leben
Koch wuchs im oberbayerischen Traunstein auf; als er acht Jahre alt war, zog die Familie nach München. An der dortigen Gisela-Oberrealschule machte er 1961 das Abitur und absolvierte ein Lehramtsstudium an der Ludwig-Maximilians-Universität. Für seine erste Anstellung als Lehrer kam Koch 1964 als Volksschullehrer nach Nürnberg. Nach einem Zweitstudium unterrichtete er ab 1974 die Fächer Deutsch, Englisch und Evangelische Religion an der Realschule (zunächst in Feucht, dann 25 Jahre an der Peter-Henlein-Realschule im Nürnberger Stadtteil Eibach). Als überzeugter Lehrer blieb Koch bis zu seiner Pensionierung als Seminarrektor für Pädagogik 2003 bzw. 2006 – allerdings immer bewusst auf einer Teilzeitstelle – im bayerischen Schuldienst tätig.
Als 35-Jähriger schrieb er aus Unmut über – seiner Meinung nach – schlechte Radioreportagen im Bayerischen Rundfunk einen Brief an den damaligen BR-Sportchef Fritz Hausmann, in dem er sich selbst als „bessere Alternative“ anbot. Nach einigen Probereportagen gab Koch am 3. April 1977 beim bayerischen Zweitliga-Derby Bayern Hof gegen den FC Augsburg sein Reporterdebüt beim BR.
Koch wurde unter anderem mehrfach mit dem Herbert-Zimmermann-Preis für Sportjournalisten ausgezeichnet. Selbst für die BBC saß er regelmäßig als Experte für den deutschen Fußball am Mikrofon. Er gilt als einer der besten Sportreporter Deutschlands und hat eine Art Kultstatus unter Fußballfans erreicht. Er ist der wohl einzige Hörfunkreporter, dessen Reportagen eigens auf zwei CDs (Wir rufen Günther Koch (1997), Wir hören Günther Koch (1998)) verewigt und zudem in einem Musikprojekt verarbeitet wurden (Günther Koch revisited (2001)).
Schon während seiner Kinder- und Jugendjahre in München spielte er auch begeistert selbst Fußball. Aus dieser Zeit stammen auch seine Verbindungen zu den Vereinen des Münchner Nordens, die er immer wieder in seine Reportagen einfließen lässt. So hörte man beim Duell Manchester United gegen den FC Bayern München (sinngemäß) folgenden Ausspruch: „Freistoß von Beckham – oh mei oh mei – den hätten s′ beim FC Alte Haide aber besser geschossen.“ Aber auch seinen FT Gern oder die Teutonia lässt er immer wieder gerne in seinen Reportagen aufleben.
Koch ist bekennender Fan des 1. FC Nürnberg und ist deutschlandweit bekannt als die „Stimme Frankens“.
2000 lieh Koch dem PC-Spiel Anstoss 3 seine Stimme als Fußballkommentator. 2003 wurde Koch, obwohl er an sich nur aussichtsloser Listenkandidat war, mit einem Rekordergebnis für die SPD in den Bayerischen Landtag gewählt. Da aber eine alte Dienstanweisung des Bayerischen Rundfunks aus dem Jahre 1974 unmittelbar vor der Landtagswahl 2003 doch noch dahingehend geändert wurde, dass auch Freie Mitarbeiter des BR nicht gleichzeitig Landtagsabgeordnete sein dürfen, nahm Koch unter Protest das Mandat nicht an. Diese Anweisung schlug in der Öffentlichkeit große Wellen, und es wurde in vielen Medien darüber spekuliert, dass auf Druck der CSU diese Anweisung so hoch aufgehängt wurde.
2005 erschien mit Der Ball spricht das erste Buch von Koch (gedruckt und als Hörbuch). In Form kleiner Anekdoten und Geschichten lässt Koch darin seine bisher fast 30 Reporterjahre und seine Jahrzehnte mit dem Fußball Revue passieren. In den letzten Jahren beim Bayerischen Rundfunk war Koch zudem vermehrt in Projekte der Kulturredaktion eingebunden. Für Bayern 2 Radio produzierte er u. a. ein Echtzeithörspiel anlässlich des Geisterspiels zwischen Alemannia Aachen und dem 1. FC Nürnberg im Januar 2004. Im Sommer desselben Jahres übernahm er an der Seite von Sepp Bierbichler und Michael Tregor gleichzeitig zwei Rollen (als Sportreporter und als russischer Entnazifizierungs-Offizier) in einer Karl-Valentin-Sprach-Oper („Heimspiel“) von Andreas Ammer im Rahmen der Münchner Opernfestspiele, die auch als Live-Hörspiel im BR gesendet wurde. Während der Fußball-Weltmeisterschaft 2006 trat Koch auf der Bühne des Staatstheaters Nürnberg in Wittenbrinks Singspiel „Sekretärinnen“ und in Schillers Drama Die Räuber als Live-Reporter auf. Ende 2007 hatte er ein weiteres Theater-Engagement, diesmal wieder in München. Während des Theater-Festivals Spielart war er unter der Regie von Stefan Kaegi an sechs Abenden im Doku-Theater „Soko Sao Paulo“ Reporter eines abschließenden Gaudi-Fußballspiels zweier gemischter brasilianisch-deutscher Polizei-Mannschaften. In einem weiteren großen Kulturprojekt spielte GüKo während der Fußball-Weltmeisterschaft der Frauen 2011 für das Theater Augsburg auf der Freilichtbühne am Roten Tor in der musikalisch-szenischen Revue Die Abseitsfalle von Marcel Keller sich selbst.
Da der Bayerische Rundfunk ihn nicht für das ARD-Hörfunkteam zur Fußball-Weltmeisterschaft 2006 in Deutschland nominiert hatte, gab er seine Tätigkeit dort mit dem Ende der Bundesliga-Saison 2005/06 auf. Er wechselte zum neuen TV-Sender arena und kommentierte dort erstmals Bundesliga-Spiele im Fernsehen. Bis zum Sommer 2007 war er bei arena tätig. Der Pay-TV-Sender sublizenzierte dann aber die Bundesliga-Rechte im Sommer 2007 an Premiere. Von Mitte 2008 bis Ende 2011 war Günther Koch Fußballexperte und Live-Reporter mit 90-Minuten-Voll-Reportagen aus den Bundesliga-Stadien bei 90elf, dem ersten deutschen Fußballradio. Am 20. Dezember 2011 kommentierte er mit dem Pokalspiel und 254. Frankenderby 1. FC Nürnberg gegen SpVgg Greuther Fürth sein letztes Spiel.
Im Oktober 2011 wurde Koch in den Aufsichtsrat des 1. FC Nürnberg gewählt. Nach neun Jahren im Gremium und zweimaliger Wiederwahl (2015, 2017) trat er 2020 nicht mehr an, um Jüngeren Platz zu machen.
Koch schrieb außerdem bis 2018 regelmäßig eine Kolumne für die Mittelbayerische Zeitung/Neumarkter Tagblatt, stellte diese Tätigkeit jedoch 2018 nach dem achten Club-Aufstieg auf eigenen Wunsch ein. Er saß zudem immer wieder als Experte für die britischen Medien BBC und talksport am Mikrofon. Koch wurde 2005 vom mediummagazin unter die Top 10 der deutschen Sportjournalisten gewählt. Ende 2006 wurde er auch vom Magazin V. i. S. d. P. von einer 22-köpfigen Jury unter die Top 10 der Radiojournalisten gewählt und zudem für den
Goldenen Prometheus 2007 nominiert.
Er ist Mitglied der Deutschen Akademie für Fußball-Kultur und unterstützte als Jurymitglied mehrmals den Deutschen Fußball-Kulturpreis.
In unregelmäßigen Abständen ist Koch Co-Kommentator und Experte des 1.-FC-Nürnberg-Fanradios Club FanRadio, welches per Live-Stream bei Spielen des 1. FC Nürnberg über die offizielle Webseite abrufbar ist. Im Oktober 2021 erschien beim Verlag Antje Kunstmann die von Jürgen Roth verfasste Biografie Wir melden uns vom Abgrund. Günther Koch – Ein Leben als Fußballreporter. Seit Januar 2024 analysiert Koch exklusiv für nordbayern.de die Spiele des 1. FC Nürnberg in seiner Audio-/Podcast-Kolumne „Wir rufen Günther Koch“.
Koch ist verheiratet und Vater von zwei Töchtern.

## Veröffentlichungen
- Wir rufen Günther Koch (1997)
- Wir hören Günther Koch (1998)
- Günther Koch revisited (2001)
- Der Ball spricht (2005)